# Aloe erythrophylla
Aloe erythrophylla é uma espécie de liliopsida do gênero Aloe, pertencente à família Asphodelaceae.